# Asplenium densum
Asplenium densum là một loài dương xỉ trong họ Aspleniaceae. Loài này được Brack. mô tả khoa học đầu tiên năm 1854.